# Archipel de las Guaitecas
L'archipel de las Guaitecas ou îles Guaitecas est un ensemble d'îles situées dans l'Océan Pacifique au sud du Chili à une quarantaine de kilomètres du continent et au nord du grand archipel des Chonos. La population d'environ 1 400 habitants, qui vit des produits de la mer, se concentre sur l'île Ascención. Sur le plan administratif l'archipel constitue la commune du Chili  de Guaitecas rattachée à la région Aysen. Le nom de l'archipel vient de waiteka, qui signifie « homme » et qui serait le mot grâce auquel se désignait le peuple indigène qui fréquentait la région avant l'arrivée des espagnols : les chonos.

## Histoire
Les premières traces connues de passage de populations humaines dans l'archipel datent d'il y a environ 5 000 ans.

## Géographie
L'archipel est un ensemble d'environ quarante îles d'une superficie totale de 621 km2 qui se trouve séparées du continent distant d'environ 40 km  par le canal Moraleda. Le chapelet d'îles s'étire sur environ 40 km selon un axe nord-ouest/sud-est et sur 10 km en largeur. Les principales îles sont Gran Guaiteca (241 km²), Leucayec (130 km²), Ascensión, Clotilde, Elvira, Mulchey et Betecoi. Les îles sont séparées par des chenaux larges généralement de plusieurs kilomètres qui facilitent la navigation des navires. La marée dont l'amplitude maximale est de 3 mètres engendre des courants marins dont la vitesse atteint 4 nœuds dans certains endroits. A marée basse les côtes généralement basses et comportant des fonds s'enfonçant progressivement sous l'eau découvrent de larges portions de plages.   
Les îles sont formées principalement de roches granitiques. Le sol faisant face au large à l'est et exposé au vent est dénudé. le reste de l'archipel est recouvert de forêts depuis la côte jusqu'au sommet des reliefs qui culminent à 410 mètres sur l'île Leucayec (Cerro Mantán). Le relief accidenté des îles et le sol acide et recouvert d'une couche d'humus peu épaisse n'est pas propice aux cultures. Les eaux qui entourent l'archipel sont par contre poissonneuses et fréquentées par de nombreuses espèces de mammifères marins telles que la baleine bleue, baleine à bosse, rorqual, diverses espèces de dauphin, otaries, loutres, etc. 

## Climat
Le climat est océanique avec deux saisons réellement marquées ; l'été dont les mois les plus chauds (janvier / février) se caractérisent par des températures qui dépassent rarement 20 °C et l'hiver long mais relativement doux. Les précipitations sont abondantes (2000 mm) et distribuées sur toute l'année. Les tempêtes sont fréquentes en hiver avec des vents de secteur est.

## Situation
L'archipel se trouve au nord et à quelques kilomètres du grand archipel des Chonos et au sud de l'île de Chiloé dont il est séparé par le golfe de Corcovado large d'une quarantaine de kilomètres. Guaitecas se trouve à 1 192 kilomètres à vol d'oiseau au sud de la capitale Santiago et à 230 kilomètres à vol d'oiseau au nord-ouest de Coyhaique capitale de la région d'Aisén.

## Économie
La population de l'archipel est concentrée sur l'île Ascención dans laquelle se situe la seule agglomération notable et son chef-lieu Melinka. Les principales activités économiques dans la région sont la pêche et la récolte de coquillages ainsi que des algues. L'exploitation des forêts de cyprès de las Guaitecas autrefois très active est devenue marginale.  